# Porta Nuova (Palermo)
Porta Nuova (lit. ‘Puerta Nueva’) es un arco de triunfo y puerta de la ciudad de Palermo, Sicilia (Italia). Ubicada al lado del Palazzo dei Normanni (o Palacio Real), forma la entrada al Càssaro, la calle más antigua de Palermo y en siglos pasados la calle principal de la ciudad. La puerta fue construida en 1583-84 para conmemorar la entrada triunfal en Palermo de Carlos I de España durante su paso por el Reino de Sicilia tras la Jornada de Túnez, en 1535.
Se trata de un clásico arco de triunfo con planta de piedra labrada y una notable influencia barroca a partir del siglo XVII, decorado con estatuas, bustos, piñas, columnas, pilares, cornisas, balaustradas, ventanas, frisos, festones, guirnaldas y máscaras. Destacan las inscripciones en mármol con los versos de Antonio Veneziano y un águila de mármol con el escudo de armas real.

## Historia

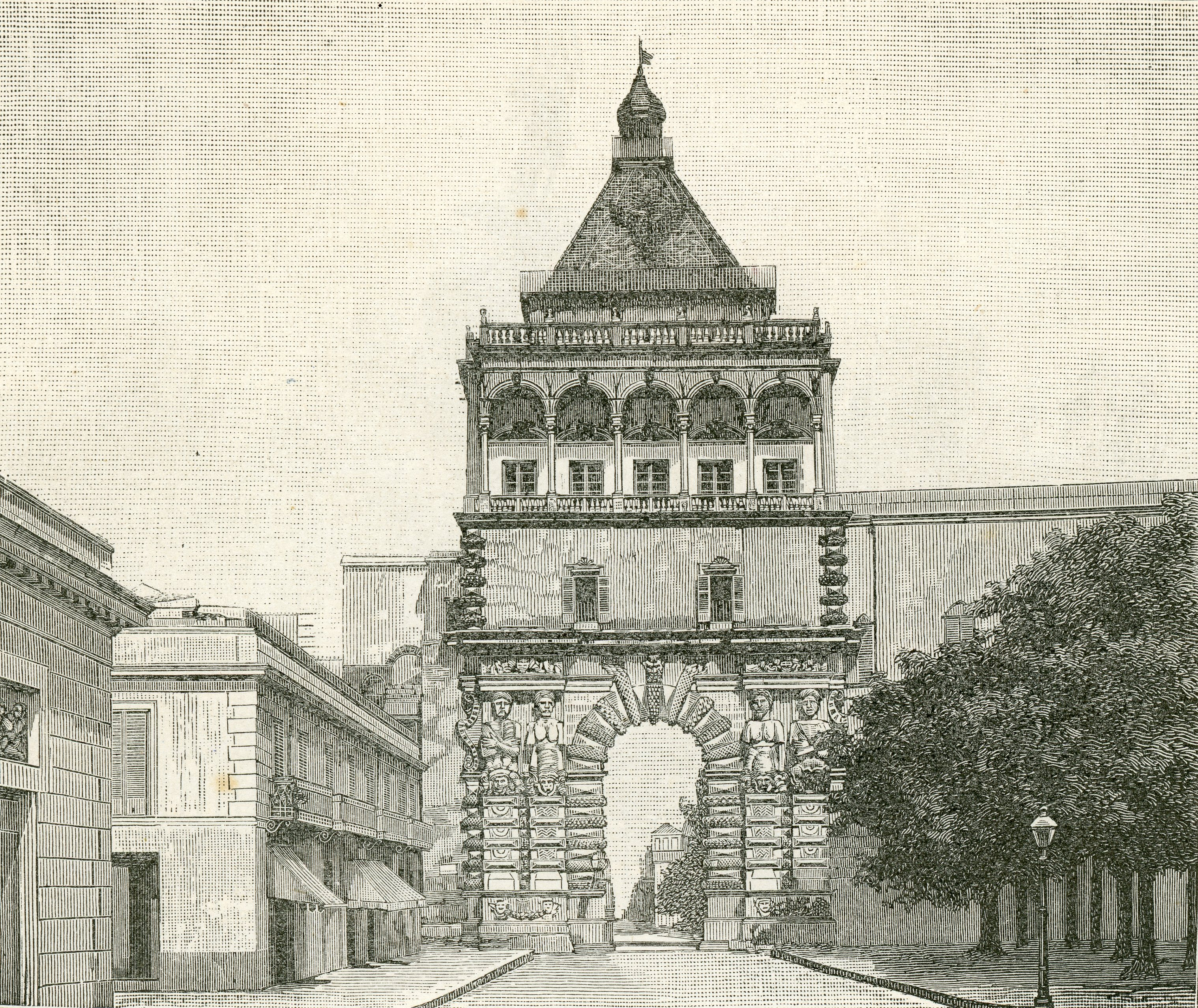
Esbozo xilográfico del (autor desconocido)

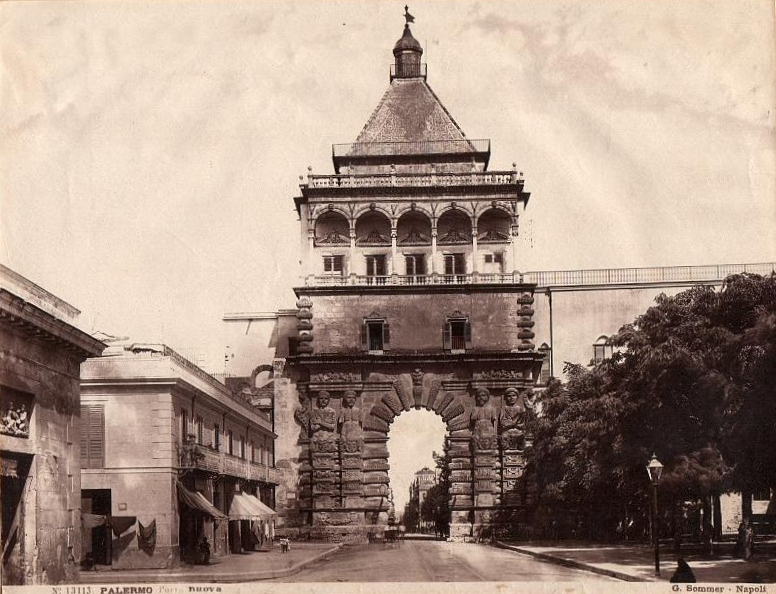
Porta Nuova, Palermo (Giorgio Sommer, 1874)

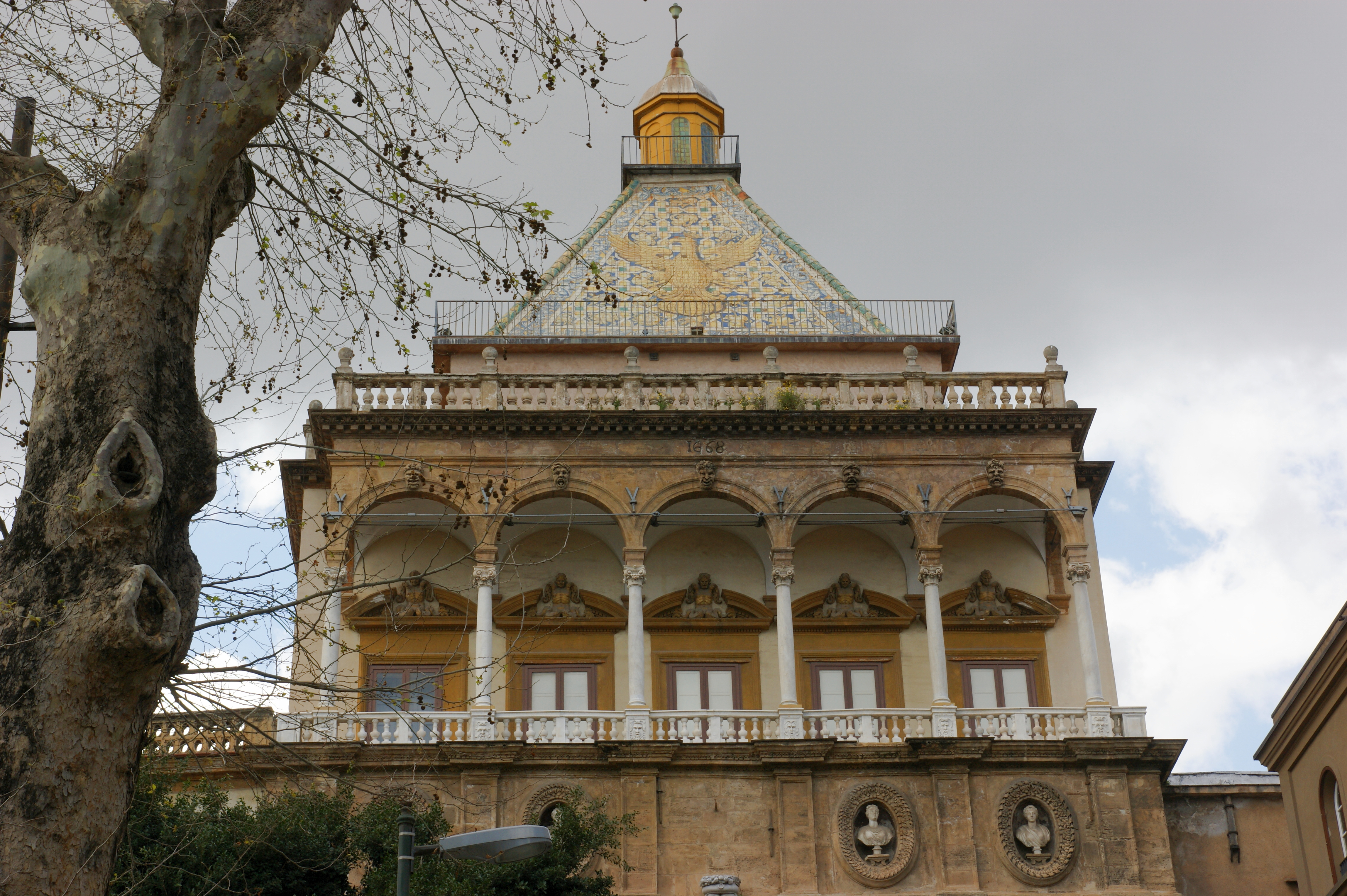
La logia central y el ático piramidal de tejas de mayólica policromada con el águila dorada

La estructura original del puente precede la llegada de Carlos I a Palermo, siendo originalmente obra del siglo XV llamada Porta dell'Aquila (Puerta del Águila), aunque popularmente conocida como Porta Nuova.
Tras la conquista de Túnez, Carlos I, en calidad de emperador del Sacro Imperio Romano, entró en la ciudad el 5 de septiembre de 1535, procedente de Monreale. Para conmemorar el evento, el Senado de Palermo acordó durante uno de los aniversarios del triunfo sobre los turcos reconstruir la puerta en su totalidad, confiriéndole un aspecto más majestuoso. El virrey de Sicilia, Marco Antonio Colonna, dio la orden de inicio de las obras en 1583, siendo finalizadas en 1584. Colonna bautizó la renovada estructura Porta Austriaca (en alusión a la casa de Austria) recibiendo como consecuencia el sobrenombre de Porta Imperiale (por el título imperial de Carlos V del Sacro Imperio). Sin embargo, popularmente se seguía utilizando el nombre de Porta Nuova, el cual ha sobrevivido hasta la actualidad.
Aún antes de la gran reforma, en 1578, Colonna aseguró la existencia de un corredor elevado al sur de la estructura que comunicaba con el Palacio Real, basado en un viejo camino llamado Strada Coperta (Sendero Cubierto). Tres años antes, en 1575, se colocó en la puerta la imagen de la Virgen Inmaculada para defender la ciudad de la peste de San Carlo, con la inscripción «Virgini Immaculatæ Summo Urbis Præsidio, atque ornament, Servati Clientes D. S.».
En 1667, un feroz incendio originado en las bóvedas de la puerta, supuestamente debido al impacto de un rayo en los depósitos de pólvora allí guardados, causó importantes destrozos en la renovada construcción. El Senado de Palermo encomendó al arquitecto Gaspare Guercio con las obras de restauración, que se finalizarían en 1669. Como parte de la reforma, empleando elementos del barroco, se coronó la estructura con una cubierta piramidal de tejas de mayólica policromada con imágenes de águilas doradas con las alas extendidas. Se conservan escrituras oficiales con las medidas y reparaciones estatales dictadas de 1668 por el virrey de Sicilia, Francisco Fernández de la Cueva, duque de Alburquerque.
El 16 de junio de 1686, se produjo un terremoto que causó daños en los cimientos de la puerta. Las obras de restauración, encargadas por el virrey Juan Francisco Pacheco, duque de Uzeda, se enfocaron en los refuerzos de los cimientos, sobre todo en el lado sur de la estructura. 
Desde 1870, la Porta Nuova forma parte del complejo del distrito militar de Palermo.

## Actualidad
En septiembre de 2015, finalizaron las últimas obras de restauración del monumento y se aplicaron modernas medidas de seguridad .

## Galería

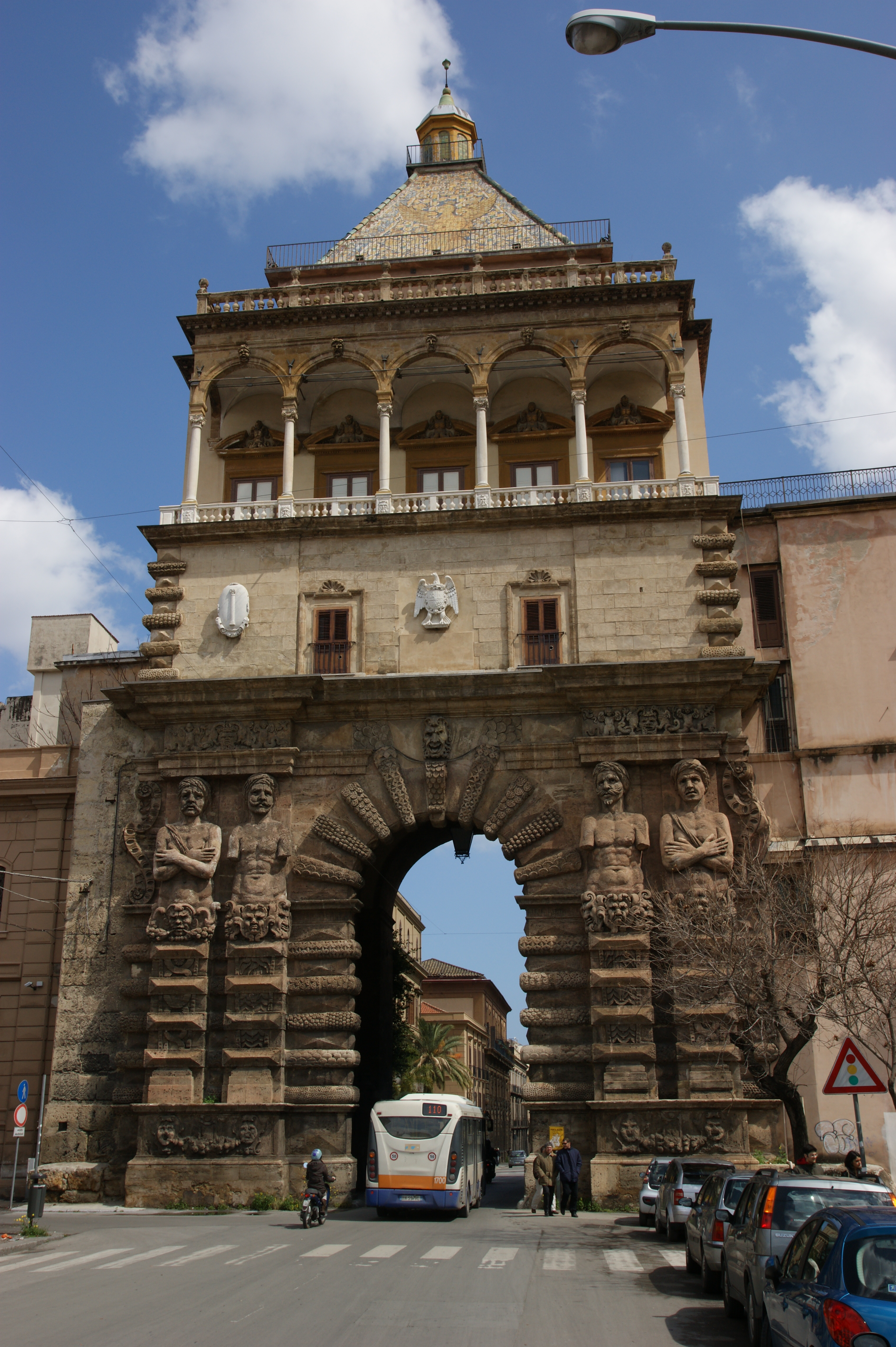
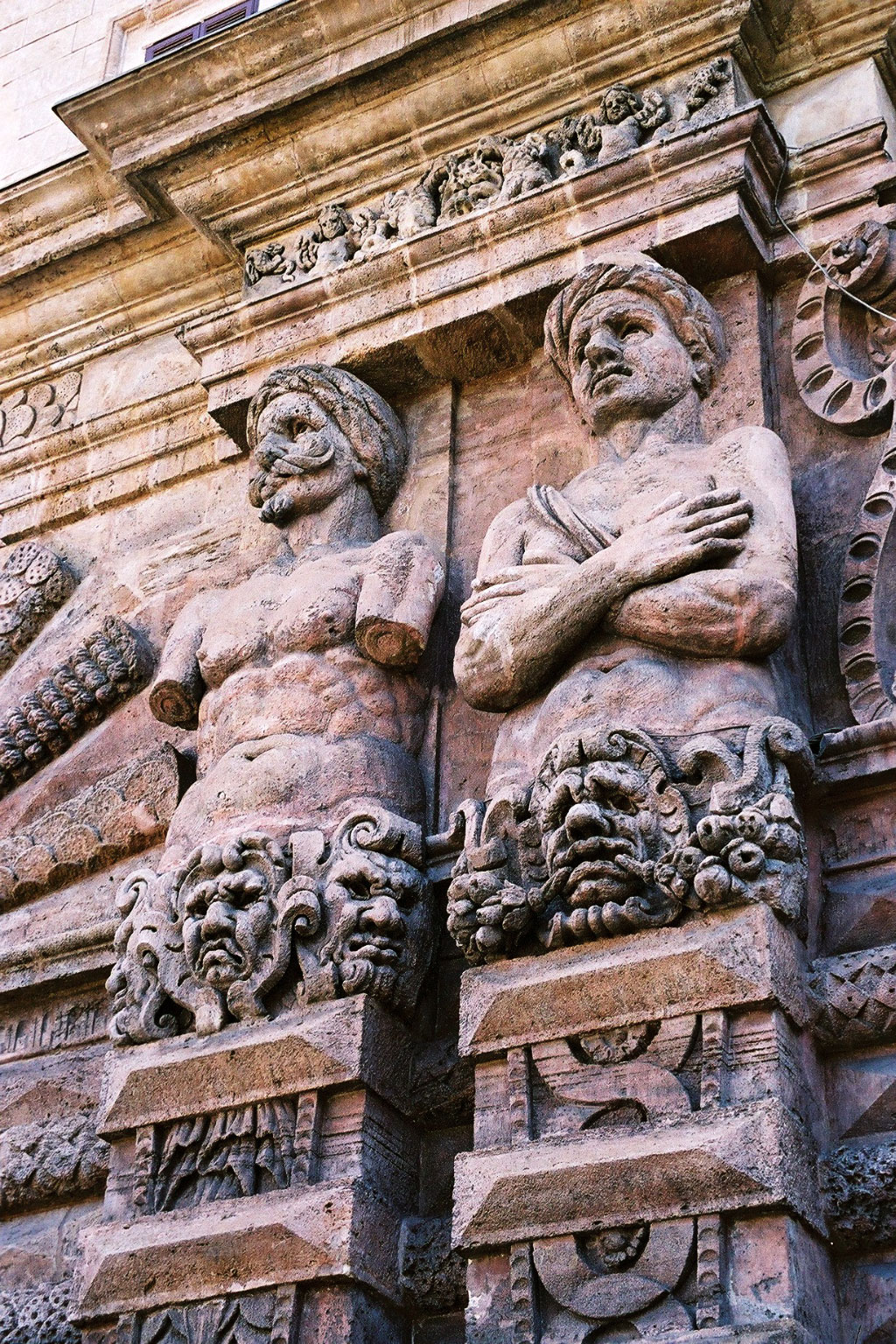
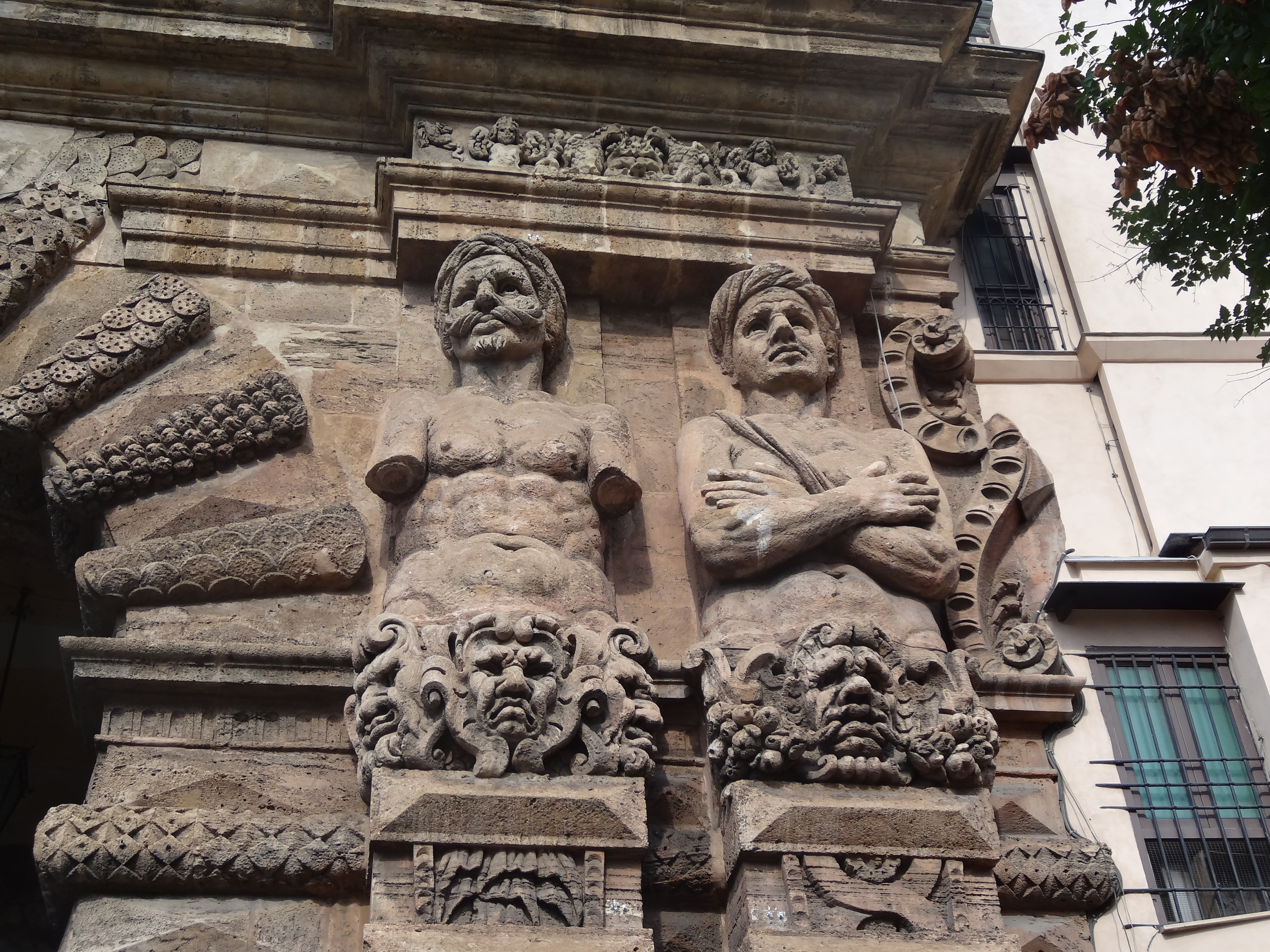
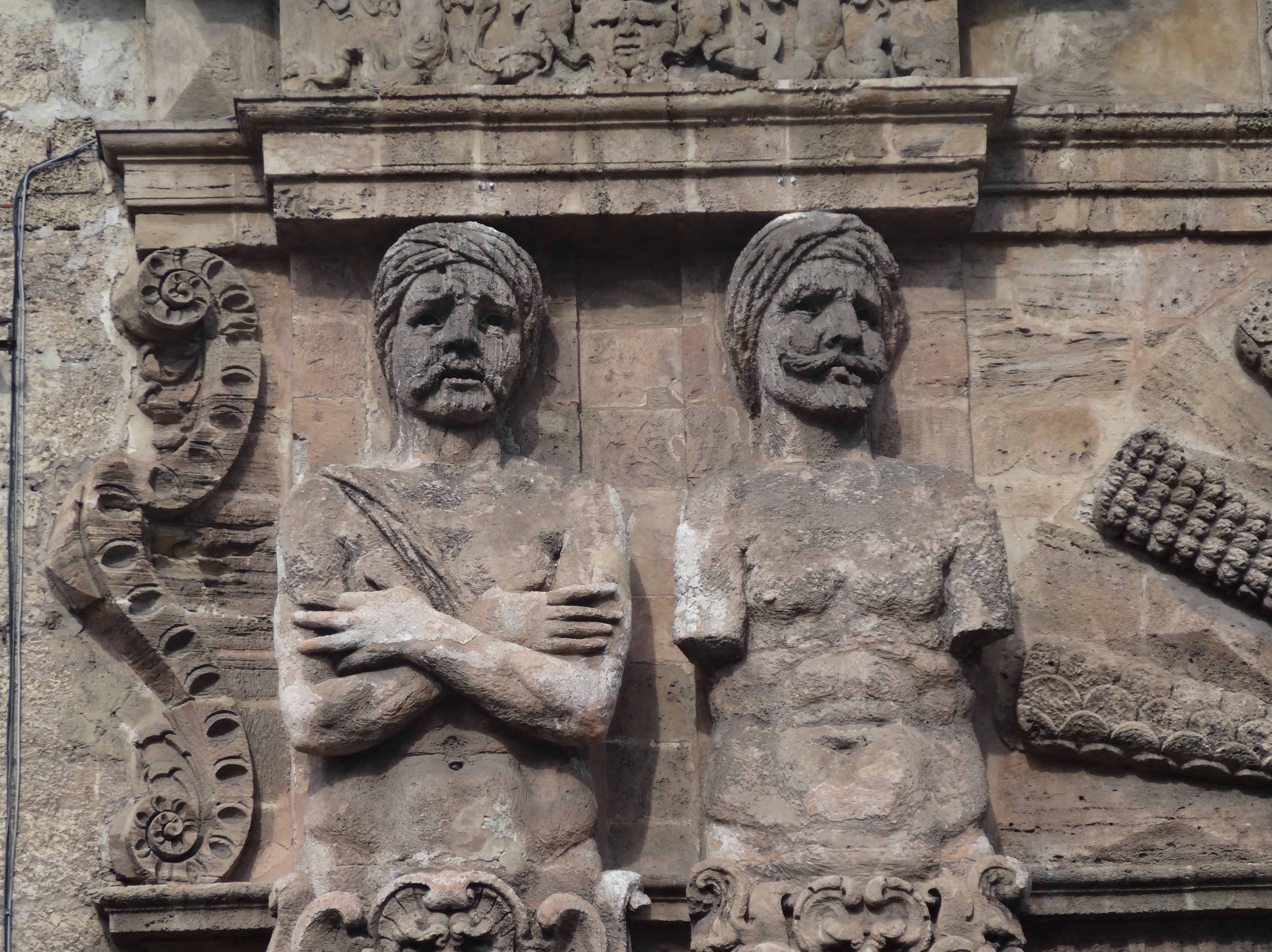
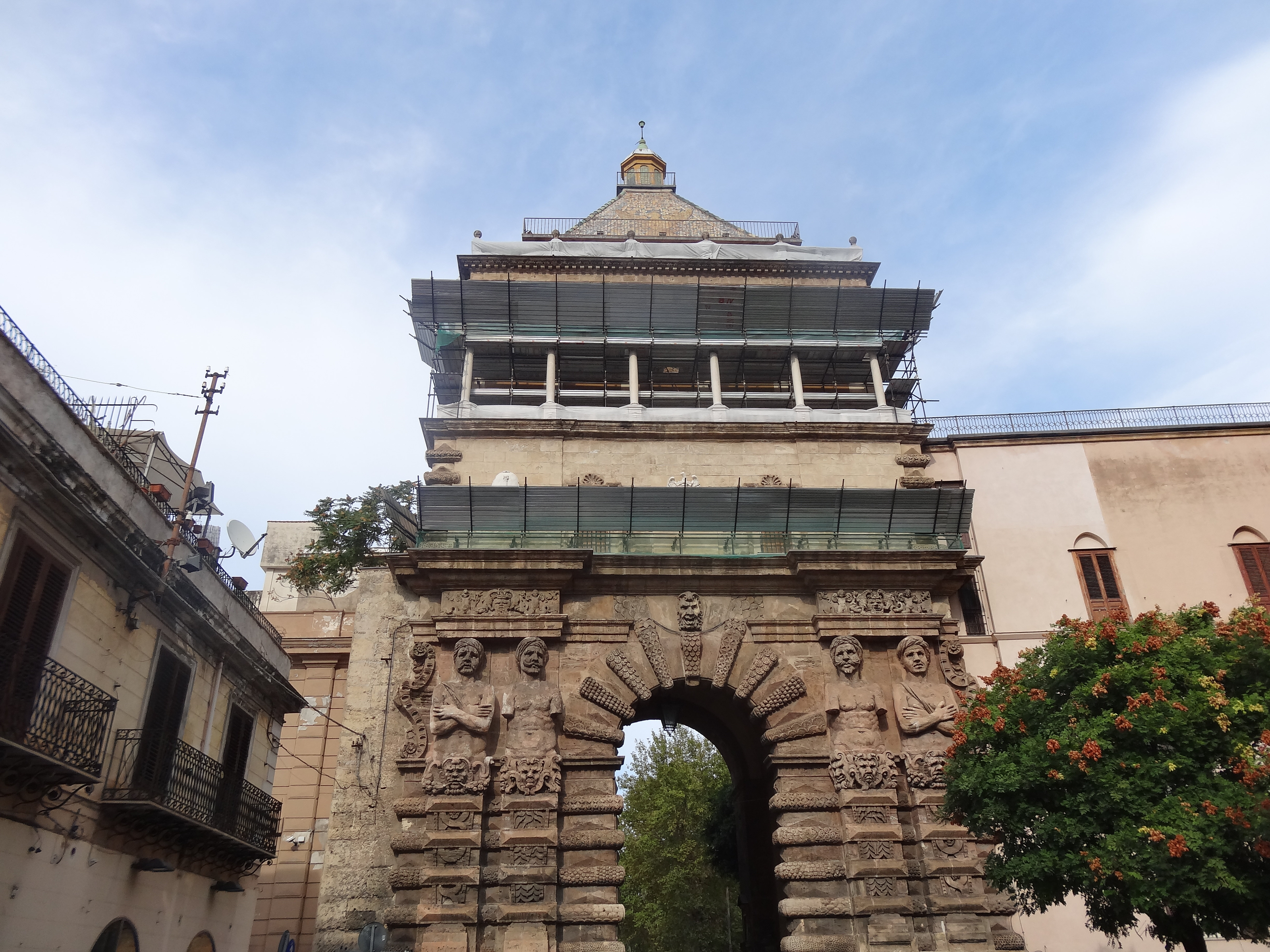
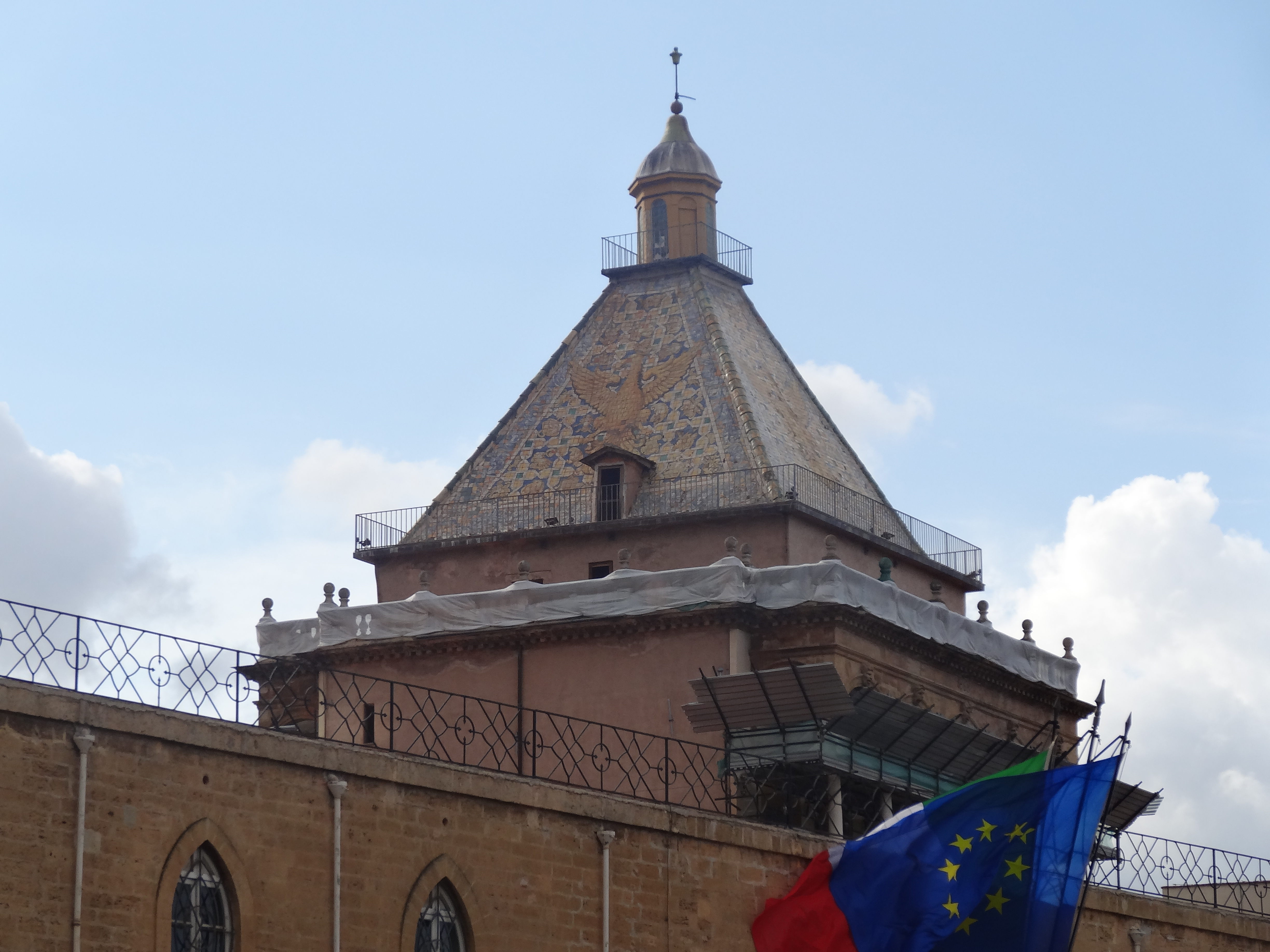